# Glagah Wangi
Glagah Wangi is een bestuurslaag in het regentschap Klaten van de provincie Midden-Java, Indonesië. Glagah Wangi telt 2812 inwoners (volkstelling 2010).